# БК Рилски спортист
БК „Рилски спортист“ е български баскетболен отбор от гр. Самоков. Играе в Националната баскетболна лига.

## История
Основан е през 1927 г. До 2015 г. клубът поддържа мъжки и женски отбор. Към 2021 г. мъжкият отбор се състезава в националната баскетболна лига. Те домакинстват в зала „Арена Самоков“ в Самоков, която е с капацитет 2500 места.
Шампион на България по баскетбол за 2024 година. Отборът е трикратен носител на Купата на България – 2016, 2018 и 2021 г. През 2009 г. печели Балканската лига.

## Успехи

### Национални турнири
- Шампиони в НБЛ (мъже) – 2024, 2025
- Шампиони в НБЛ (жени) – 2011
- Финалисти в НБЛ (жени) – 2010, 2017
- Купа на България – 2016, 2018, 2021, 2022
- Суперкупа на България – 2021, 2022, 2024
- Финалист в Купата на България – 2010
- Трето място в НБЛ – 2013, 2016, 2017, 2018
- Трето място в ЖНБЛ – 2006
- Трето място в Купата на България – 2011, 2013, 2014, 2015
- Трето място в Купата на България (жени) – 1962, 2008

### Европейски турнири
- Балканска лига – 2009
- Вицешампиони в Балканската лига – 2011, 2015
- Трето място в Балканската лига – 2013, 2018

### Юношески турнири
- Шампиони за кадети – 2000
- Шампиони за кадетки – 2004, 2006
- Шампиони за девойки – 2005, 2008, 2009
- Шампиони за момичета до 12 г. – 2004, 2006, 2007, 2009, 2016, 2017, 2018
- Шампиони за момичета до 14 г. – 2004, 2008, 2013, 2018
- Шампиони за момичета до 10 г. – 2009
- Шампиони за момчета до 12 г. – 2009, 2013, 2014
- Шампиони за юноши – 2008

## Мъжки отбор
| №        |         | Играч                     | Позиция            | Ръст    | Тегло   |
| Гардове  | Гардове | Гардове                   | Гардове            | Гардове | Гардове |
| -------- | ------- | ------------------------- | ------------------ | ------- | ------- |
| 1        |         | Деян Кармфилов            | Пойнт гард         | 180 см. | 80 кг.  |
| 10       |         | Брендън Браун             | Пойнт гард         | 180 см. | 76 кг.  |
| 24       |         | Борислав Николов          | Пойнт гард         | 185 см. | 76 кг.  |
| 11       |         | Георги Адирков            | Пойнт гард         | 178 см. |         |
| 13       |         | Тихомир Желев             | Шутинг гард        | 193 см. | 92 кг.  |
| 22       |         | Павлин Иванов             | Комбо гард         | 195 см. | 84 кг.  |
| Крила    |         |                           |                    |         |         |
| 15       |         | Васил Попов               | Гард/Крило         | 198 см. | 93 кг.  |
| 13       |         | Златин Георгиев (капитан) | Леко крило         | 197 см. | 100 кг. |
| 23       |         | Мирослав Васов            | Леко крило         | 199 см. | 85 см.  |
| 35       |         | Христо Бръчков            | Леко крило         |         |         |
| 9        |         | Алекс Симеонов            | Тежко крило        | 200 см. | 91 кг.  |
| 5        |         | Николай Георгиев          | Тежко крило/Център | 205 см. | 103 кг. |
| Центрове |         |                           |                    |         |         |
| 7        |         | Трей Портър               | Център/Тежко крило | 210 см. | 105 кг. |
| 32       |         | Нико Карвачо              | Център             | 212 см. | 111 кг. |

## Известни играчи
- Травис Питърсън
- Ламонт Джоунс
- Александър Груев
- Богдан Боев
- Димитър Караджовски
- Анджело Калояро
- Тони Гуджино
- Йордан Бозов
- Филип Вукосавлевич